# Julius Gebhard von Hoym
Julius Gebhard Graf von Hoym (* 17. November 1721 in Droyßig; † 14. Februar 1769 in Dresden) war ein kursächsischer wirklicher Geheimer Rat und Besitzer der Herrschaften Droyßig, Schlawentzitz, Altsammern und Oppurg.

## Leben
Er war der Sohn von Graf Ludwig Gebhard von Hoym und dessen Ehefrau geborene Gräfin von Werthern. Wie die meisten Vertreter seiner Familie schlug er eine für seine Vorfahren typische Karriere am sächsischen Hof der Albertiner in Dresden ein. Er wurde wirklicher Geheimer Rat.
Anlässlich seiner Beisetzung erschienen mehrere Leichenpredigten in Druck.

## Familie
Verheiratet war er mit Christiane Charlotte Sophie geb. von Dieskau, die als Witwe nach seinem Tod auf dem Schloss in Oppurg lebte. Als einzige Tochter und Erbin hinterließ er die am 6. Oktober 1763 in Maßbach geborene Amalia Louisa Mariane Christiane Charlotte Gräfin von Hoym, spätere Prinzessin von Hohenlohe-Ingelfingen verheiratet mit Friedrich Ludwig von Hohenlohe. Da er keine männlichen Erben hatte, fiel sein Mannlehnsbesitz an seinen jüngeren Bruder Gotthelf Adolph von Hoym.